# د برد اند د بی
د برد اند د بی (به انگلیسی: the bird and the bee) گروهٔ موسیقی دونفرهٔ ایندی پاپ اهل لس آنجلس است که متشکل از اینارا جورج (د برد) و گرگ کرستین (د بی) می‌باشد.